# Carausio
Marco Aurelio Mauseo Carausio (in latino: Marcus Aurelius Maus(aeus?) Carausius; Gallia Belgica, ... – 293) è stato un ammiraglio e politico romano, nato nella Gallia Belgica, che nel 286 usurpò il potere, proclamandosi imperatore della Britannia e della Gallia settentrionale.
Mantenne il potere per sette anni, prima di essere assassinato dal suo tesoriere, Alletto, che gli succedette.

## Biografia
Carausio era di umili origini e proveniva dalla popolazione belgica dei Menapi. Si era distinto durante la campagna militare condotta dall'imperatore Massimiano contro i Bagaudi nel 286. Divenne poi comandante della classis britannica, che pattugliava la Manica, col compito di liberarla dai pirati franchi e sassoni, che devastavano le coste dell'Armorica e della Gallia Belgica. Ma Massimiano, sospettando che Carausio fosse sceso a patti con loro, ordinò la sua eliminazione. Essendo venuto a conoscenza di questo, nel tardo 286 o agli inizi del 287, Carausio si proclamò imperatore della Britannia e della Gallia settentrionale.
Nel 288 o nel 289, Massimiano preparò un'invasione della Britannia, che però fallì, forse anche in seguito all'invasione dei Franchi Sali e del loro re Gennobaude, che impegnò l'Augusto lungo il fronte renano, consentendogli alla fine di fregiarsi del titolo di Germanicus maximus insieme a Diocleziano. Carausio iniziò allora a sperare di essere riconosciuto dal potere centrale e cominciò a battere moneta a Londra, a Rouen e, forse, a Colchester. Nelle sue monete si attribuì i titoli di Restitutor Britanniae (Restauratore della Britannia) e di Genius Britanniae (Spirito della Britannia), a dimostrazione, forse, di come avesse fatto leva sul risentimento della popolazione nei confronti del governo di Roma.

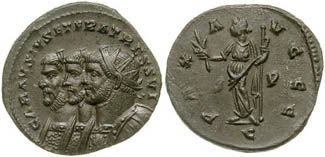
Emissione monetale di Carausio rappresentante Carausio, Massimiano e Diocleziano come "imperatori fratelli".

Questo stato di cose continuò fino al 293, quando Costanzo Cloro, divenuto Cesare d'Occidente, marciò in Gallia. Isolò Carausio assediando il porto di Bononia e invadendo la Batavia (delta del Reno), così da assicurarsi le spalle da possibili attacchi degli alleati franchi di Carausio. Ma decise di non tentare una nuova invasione della Britannia, finché non avesse costruito una flotta adeguata. Ma in quello stesso anno, il tesoriere di Carausio, Allecto, assassinò l'usurpatore, prendendone il posto Dopo tre anni di regno, Allecto fu sconfitto e ucciso per strangolamento da un uomo di Costanzo Cloro,
Giulio Asclepiodoto.

## Leggenda
Nella sua semi-leggendaria Historia Regum Britanniae, Goffredo di Monmouth (1136) fa di Carausio un britanno di umili origini, che col suo coraggio convince il Senato romano ad affidargli il comando della flotta per difendere la Britannia dai barbari. Ma una volta ottenuto ciò, egli circumnavigò l'isola e arruolò un esercito contro il re della Britannia, Bassanio. Carausio sconfisse quest'ultimo persuadendo i suoi alleati Pitti a disertare, in cambio di ampie concessioni territoriali in Scozia, dopodiché si proclamò re. Di fronte a questo tradimento, Roma gli mandò contro tre legioni guidate da Allecto, che sconfisse e uccise Carausio. Ma dopo la vittoria, Allecto si autoproclamò re.

## Il suo ruolo nella letteratura fantasy
Carausio, Allecto, Massimiano e Costanzo Cloro compaiono come personaggi e protagonisti attivi nel libro La signora di Avalon di Marion Zimmer Bradley: nella saga, Carausio viene descritto come un personaggio di animo nobile, ma afflitto dal difficile compito di proteggere la Britannia sia dagli attacchi dei pirati sassoni sia dall'alta pressione fiscale romana; egli vede quindi nella secessione della Britannia l'unica via d'uscita a questa agonìa dei territori albionici. Tuttavia, dopo aver ottenuto una vittoria contro la flotta di Costanzo Cloro, viene successivamente sconfitto dallo stesso, per poi essere ucciso a tradimento dall'infido Allecto, che verrà a sua volta condannato a morte al ritorno dei Romani sull'isola.

## Il suo ruolo nella letteratura storica
Carausio, Alletto, Massimiano e Costanzo compaiono come personaggi e protagonisti attivi nel libro L'albero della vita di Louis de Wohl.